# وزارة النقل (الجزائر)
وزارة النقل وزارة جزائرية تُعنى بتنظيم قطاع النقل في البلاد ومقرها في الجزائر العاصمة، تتكلف بمجموعة من البنيات التحتية والقطاعات الحيوية كالطرق والطرق السيارة والموانئ والمطارات والسكك الحديدية والخدمات اللوجستية، وكذلك مختلف أنواع النقل كالنقل عبر الطرق والسكك الحديدية والبحري والجوي.

## تاريخ
من عام 1962 إلى عام 1966، كان قطاع النقل مديرية مركزية مع مديريات فرعية مسؤولة عن الطيران المدني والبحرية التجارية والنقل البري في وزارة الإعمار والأشغال العامة والنقل (1962-1964)، ثم في وزارة البريد والاتصالات والأشغال العامة والنقل (1964-1966).
- في عام 1966، نُقلت مسؤوليات النقل إلى رابح بيطاط، ثم وزير دولة بدون حقيبة. بعد تعيين أنيس صلاح بك أمينًا عامًا، أُنشأت الإدارة المركزية للوزارة الجديدة في عام 1967، حيث احتفظت بثلاث مديريات تتعلق بالطيران المدني والبحرية التجارية والنقل البري.[2]

## الهيكل التنظيمي
تضم اللإدارة المركزية لوزارة النقل:
- رئيس الديوان
- الأمانة العامة
- المفتشية العامة

وتشمل الهياكل الآتية:
- المديرية العامة للحركية اللوجستية
- مديرية النقل بالسكك الحديدية والنقل الموجه
- مديرية النقل عبر الطرق واللوجستية
- المديرية العامة للبحرية التجارية والموانئ
- مديرية الموانئ
- مديرية البحرية التجارية
- مديرية الطيران المدني والأرصاد الجوية
- المديرية الفرعية للطيران
- المديرية الفرعية للأرصاد الجوية
- مديرية التخطيط والاستشراف
- مديرية الإدارة العامة
- مديرية التعاون
- مديرية العصرنة وتكنولوجيات الرقمنة الأرشيف
- مديرية التنظيم والشؤون القانونية والصفقات العمومية

## الوزراء
| الوزير            | بداية الفترة      | نهاية الفترة      | الحكومة                   | الوزير المُشرف                                    |
| ----------------- | ----------------- | ----------------- | ------------------------- | ------------------------------------------------ |
| أحمد بومنجل       | 27 سبتمبر 1962    | 18 سبتمبر 1963    | حكومة بن بلة الأولى       | وزير البناء والعمل والنقل                        |
| أحمد بومنجل       | 18 سبتمبر 1963    | 2 ديسمبر 1964     | حكومة بن بلة الثانية      | وزير البناء والأشغال العمومية والنقل             |
| عبد القادر زيبق   | 2 ديسمبر 1964     | 19 يونيو 1965     | حكومة بن بلة الثالثة      | وزير البريد والاتصالات والأشغال العمومية والنقل  |
| عبد القادر زيبق   | 20 يونيو 1965     | 10 يوليو 1965     | حكومة بومدين الأولى       | دون حقيبة وزارية                                 |
| عبد القادر زيبق   | 10 يوليو 1965     | 21 يوليو 1970     | حكومة بومدين الثانية      | وزير البريد والاتصالات السلكية واللاسلكية والنقل |
| رابح بيطاط        | 21 يوليو 1970     | 23 أبريل 1977     | حكومة بومدين الثالثة      | وزير الدولة لشؤون النقل                          |
| أحمد دراية        | 23 أبريل 1977     | 8 مارس 1979.      | حكومة بومدين الرابعة      | وزير النقل                                       |
| صالح قوجيل        | 8 مارس 1979       | 15 يوليو 1980     | حكومة عبد الغاني الأولى   | وزير النقل                                       |
| صالح قوجيل        | 15 يوليو 1980     | 12 يناير 1982     | حكومة عبد الغاني الثانية: | وزير النقل والصيد البحري                         |
| صالح قوجيل        | 12 يناير 1982 )   | 22 يناير 1984     | حكومة عبد الغاني الثالثة  | وزير النقل والصيد                                |
| صالح قوجيل        | 22 يناير 1984     | 18 فبراير 1986    | حكومة الإبراهيمي الأولى   | وزير النقل                                       |
| صالح قوجيل        | 18 فبراير 1986    | 9 نوفمبر 1988     | حكومة الإبراهيمي الثانية  | وزير النقل                                       |
| الهادي خضيري      | 9 نوفمبر 1988     | 9 سبتمبر 1989     | حكومة مرباح               | وزير النقل                                       |
| الهادي خضيري      | 9 سبتمبر 1989     | 25 يوليو 1990     | حكومة حمروش الأولى        | وزير النقل                                       |
| حسن كحلوش         | 25 يوليو 1990     | 18 يونيو 1991     | حكومة حمروش الثانية       | وزير النقل                                       |
| مراد بلقج         | 18 يونيو 1991     | 16 أكتوبر 1991    | حكومة غزالي الأولى        | وزير النقل                                       |
| مراد بلقج         | 16 أكتوبر 1991    | 22 فبراير 1992    | حكومة غزالي الثانية       | وزير النقل                                       |
| الهاشمي نايت جودي | 22 فبراير1992     | 19 يوليو 1992     | حكومة غزالي الثالثة       | وزير النقل والمواصلات                            |
| مختار محرز        | 19 يوليو 1992     | 3 فبراير 1993     | حكومة عبد السلام          | وزير النقل                                       |
| حسن مفتي          | 3 فبراير 1993     | 4 سبتمبر 1993     | حكومة عبد السلام          | وزير النقل                                       |
| محند أرزقي ايسلي  | 4 سبتمبر 1993     | 11 أبريل 1994     | حكومة مالك                | وزير النقل                                       |
| محند أرزقي ايسلي  | 11 أبريل 1994     | 27 نوفمبر 1995    | حكومة سيفي الأولى         | وزير النقل                                       |
| محند أرزقي ايسلي  | 27 نوفمبر 1995    | 31 ديسمبر 1995    | حكومة سيفي الثانية        | وزير النقل                                       |
| السعيد بن داكير   | 31 ديسمبر 1995    | 24 يونيو 1997     | حكومة أويحيى الأولى       | وزير النقل                                       |
| سيد احمد بوليل    | 24 يونيو 1997     | 14 ديسمبر 1998    | حكومة أويحيى الثانية      | وزير النقل                                       |
| سيد احمد بوليل    | 15 ديسمبر 1998    | 23 ديسمبر 1999    | حكومة حمداني              | وزير النقل                                       |
| حميد لوناوسي      | 23 ديسمبر 1999    | 26 أغسطس 2000     | حكومة بن بيتور            | وزير النقل                                       |
| حميد لوناوسي      | 26 أوت 2000       | 31 مايو 2001      | حكومة بن فليس الأولى      | وزير النقل                                       |
| سليم سعدي         | 31 مايو 2001      |                   | حكومة بن فليس الثانية     | وزير النقل                                       |
| عبد المالك سلال   | 17 جوان 2002.     |                   | حكومة بن فليس الثالثة     | وزير النقل                                       |
| عبد المالك سلال   | 9 مايو 2003.      | 25 فيفري 2004 (1) | حكومة أويحيى الثالثة      | وزير النقل                                       |
| عمار غول          | 25 فيفري 2004 (1) |                   | حكومة أويحيى الثالثة      | وزير الأشغال العمومية                            |
| محمد مغلاوي       | 26 أبريل 2004.    |                   | حكومة أويحيى الرابعة      | وزير النقل                                       |
| محمد مغلاوي       | 1 مايو 2005م      |                   | حكومة أويحيى الخامسة      | وزير النقل                                       |
| محمد مغلاوي       | 25 مايو 2006.     |                   | حكومة بلخادم الأولى       | وزير النقل                                       |
| محمد مغلاوي       | 4 جوان 2007.      |                   | حكومة بلخادم الثانية      | وزير النقل                                       |
| عمار تو           | 23 جوان 2008.     |                   | حكومة أويحيى السادسة      | وزير النقل                                       |
| عمار تو           | 15 نوفمبر 2008.   |                   | حكومة أويحيى السابعة      | وزير النقل                                       |
| عمار تو           | 27 أبريل 2009.    |                   | حكومة أويحيى الثامنة      | وزير النقل                                       |
| عمار تو           | 28 مايو 2010      |                   | حكومة أويحيى التاسعة      | وزير النقل                                       |
| عمار تو           | 4 سبتمبر 2012.    |                   | حكومة سلال الأولى         | وزير النقل                                       |
| عمار غول          | 11 سبتمبر 2013    |                   | حكومة سلال الثانية        | وزير النقل                                       |
| عمار غول          | 5 مايو 2014       |                   | حكومة سلال الثالثة        | وزير النقل                                       |
| بوجمعة طلعي       | 14 مايو 2015      |                   | حكومة سلال الرابعة        | وزير النقل                                       |
| بوجمعة طلعي       | 11 يونيو 2016     |                   | حكومة سلال الخامسة        | وزير الأشغال العمومية والنقل.                    |
| عبد الغني زعلان   | 25 مايو 2017      |                   | حكومة تبون                | وزير الأشغال العمومية والنقل.                    |
| عبد الغني زعلان   | 15 أغسطس 2017     |                   | حكومة أويحيى العاشرة      | وزير الأشغال العمومية والنقل.                    |
| مصطفى كورابة      | 11 مارس 2019      | 27 ديسمبر 2019    | حكومة بدوي                | وزير الأشغال العمومية والنقل                     |
| فاروق شيعلي       | 2 يناير 2020      |                   | حكومة جراد الأولى         | وزير الأشغال العمومية والنقل                     |
| لزهر هاني         | 23 يونيو 2020.    |                   | حكومة جراد الثانية        | وزير النقل                                       |
| كمال ناصري        | 21 فبراير 2021.   |                   | حكومة جراد الثالثة        | وزير الأشغال العمومية والنقل                     |
| عيسى بكاي         | 7 يوليو 2021.     | 10 مارس 2022      | حكومة بن عبد الرحمان      | وزير النقل                                       |
| عبد الله منجي     | 24 مارس 2022      | 8 سبتمبر 2022     | حكومة بن عبد الرحمان      | وزير النقل                                       |
| كمال بلجود        | 9 سبتمبر 2022     |                   | حكومة بن عبد الرحمان      | وزير النقل                                       |

## الهوامش
- 1: أنهيت مهامه في 25 فيفري 2004[59] ليقوم بمهمة مدير الحملة الإنتخابية للمرشح عبد العزيز بوتفليقة في الانتخابات الرئاسية الجزائرية 2004، و عين عمار غول وزير الأشغال العمومية للقيام بأعمال وزير النقل بالنيابة.

## وصلات خارجية
- الموقع الرسمي لوزارة النقل الجزائرية (بالفرنسية)